# Landau Leó Rafael
Landau Leó Rafael (Brody, Galícia, 1797. – Budapest, 1882. október 16.) zsidó tudós, bankár, filozófiai író és magánzó Budapesten.

## Élete
Jómódú családból származott, a korabeli szokásostól eltérően szabadelvű nevelésben részesült. 1837-ben került Pestre mint a bécsi M. L. Biedermann bankház bizományosa; később önállósította magát és a pesti zsidó hitközségi életben is nagy szerepet játszott. Tevékeny részt vett a Mikéfe alapításában is, ő írta a létesítésre való felhívást. Részt vett az izraelita magyarító egylet működésében is. Ballagi Mór mutatta be Kossuth Lajosnak, az ő kérésére írt cikket a Pesti Hírlapba. Deák Ferenccel is érintkezett.
Nevét rendesen L. R. Landaunak írta.
Cikke az Israel. Jarbuchban (II. 1860-61. Vorschlag zur Reorganisation der Pester izraelitischen Kultus-Gemeinde.)

## Munkái
- Moral und Politik, oder Versuch über das Prinzip der Sittlichkeit und dessen Anwendung in den Staatsangelegenheiten. Pesth, 1848.
- Die Judenfrage. Uo. 1848. (2. kiadás. Uo. 1867.)
- Die Grenzen der menschlichen Erkenntniss und die religiösen Ideen. Leipzig, 1868.
- Die Prinzipien des Rechts und die Todesstrafe. Pesth, 1871.
- Versuch einer neuen Theorie über die Ableitung der Naturkräfte aus einer einzigen Quelle. Uo. 1871.
- Das Dasein Gottes und der Materialismus. Wien, 1873.
- Der Gottsbegriff und das geistige Prinzip, oder die Religion und die Philosophie der Zukunft. Leipzig, 1875.
- System der gesammten Ethik. Berlin, 1877-78. Két kötet.
- Verschiedenes. Ein Beitrag zur Schilderung der literarischen Zustände unserer Zeit, nebst Erinnerungen aus meinem Leben. Bpest, 1879.
- Sammlung kleiner Schriften. Wien, 1880.
- Religion und Politik, nebst Nachtrag zur Sammlung kleiner Schriften. Bpest, 1880.
- Zwei wissenschaftliche Fortshritte oder meine moralischen und philosophischen Ansichten. Uo. 1881.